# Andreï Sannikov
 (décembre 2018).
Si vous disposez d'ouvrages ou d'articles de référence ou si vous connaissez des sites web de qualité traitant du thème abordé ici, merci de compléter l'article en donnant les références utiles à sa vérifiabilité et en les liant à la section « Notes et références ».
Andreï Olégovitch Sannikov (en russe : Андрей Олегович Санников ; en biélorusse : Андрэй Алегавіч Саннікаў, Andreï Aliéhavitch Sannikaw), né le 8 mars 1954 à Minsk, est un homme politique biélorusse.

## Biographie
Dans les années 1990, il dirige la délégation de Biélorussie sur les armes nucléaires et est chargé par son gouvernement de missions diplomatiques en Suisse. De 1995 à 1996, il occupe le poste de ministre des affaires étrangères adjoint, dont il démissionne en guise de protestation politique. Il cofonde l'action civile Charte 97 et reçoit le prix Bruno-Kreisky en 2005.  
Candidat à l'élection présidentielle biélorusse de 2010, Sannikov termine en deuxième place après le président sortant Alexandre Loukachenko. 
Il est incarcéré par le KGB pour avoir participé à une manifestation pacifique de protestation après les élections, délit passible d'une peine d'emprisonnement de quinze ans. Amnesty International appelle à sa libération immédiate, car ses conditions de détention l'exposent à la torture ; ce qui ne l'empêche pas d'être condamné le 14 mai 2011 à cinq ans d'emprisonnement pour avoir fomenté des troubles. Tout au long de sa détention, il fait l'objet de pressions de la part des autorités pour quitter la vie politique.